# Agnieszka Łakoma
Agnieszka Łakoma (ur. 1980) – polska artystka sztuk wizualnych, graficzka, malarka, autorka instalacji przestrzennych i obiektów

## Życiorys
Absolwentka liceum plastycznego w Katowicach. W latach 2000–2006 studiowała na Wydziale Grafiki Akademii Sztuk Pięknych im. Jana Matejki oraz w Instytucie Historii Sztuki Uniwersytetu Jagiellońskiego w Krakowie. W 2005 roku obroniła pracę magisterską pt. Nowoczesna formuła peintre-graveur w krakowskim środowisku artystycznym drugiej połowy XX w. pod kierunkiem prof. Tomasza Gryglewicza na historii sztuki, a w 2006 roku obroniła dyplom pt. Zasłony w pracowni dra hab. / prof. ASP Marcina Surzyckiego na Wydziale Grafiki ASP. W 2012 uzyskała stopień doktora sztuk pięknych na tym samym wydziale za rozprawę doktorską pt. Wniebowzięci, której promotorem był także dr hab. / prof. ASP Marcin Surzycki
Od 2013 pełni funkcję Plastyka Miasta w Krakowie.  
Członkini Stowarzyszenia Międzynarodowego Triennale Grafiki w Krakowie i Związku Polskich Artystów Plastyków.
W latach 2016-2020 członkini Rady Muzealnej Muzeum Fotografii w Krakowie.   
Mieszka i pracuje w Krakowie. 

## Działalność artystyczna
Artystka w swojej twórczości konsekwentnie eksploruje pole grafiki artystycznej, wykorzystując jej klasyczne elementy formalne: linie i gradacje koloru. Równocześnie eksperymentuje z nowymi technikami. Zainteresowanie efektami optycznymi prowadzi artystkę do tworzenia prac graficznych, które wychodzą z płaszczyzny w przestrzeń. Rytmiczne, cieniowane elementy budują op-artowe złudzenia brył, które poruszają się i zmieniają ułożenie za sprawą druku lenticularnego, serigrafii i podświetlonych lightboxów..  
Stworzyła serie graficzne i malarskie: Zasłony, Consumo, Wniebowzięci, Selfmade City, Moving City, Fleur mystique i Via Lucis.     
Autorka wzięła udział w ponad pięćdziesięciu wystawach w kraju i zagranicą, m.in. w Nie oglądaj się za siebie, Triennale Rysunku Wrocław 2022, MWW Muzeum Sztuki Współczesnej Wrocław (2022), Hanseatic New Gold, Riga Art Space, Riga (2021), Międzynarodowym Biennale Grafiki R.O.C. 2020 w National Taiwan Museum of Fine Arts w Tajwanie (2020), 16. i 17. Międzynarodowym Biennale Małych Form Graficznych w Łodzi w Miejskiej Galerii Sztuki (2017, 2020), w 7. Międzynarodowym Biennale Grafiki w Guanlan w China Printmaking Museum (2019), w wystawie Rzeczywistość i jej wariacje w Reykjanes Art Museum, Keflavík na Islandii (2019), 10. Triennale Grafiki Polskiej w Muzeum Śląskim w Katowicach (2018), w wystawie Wielość w jedności. Offset, serigrafia, techniki cyfrowe i działania intermedialne w grafice polskiej w Muzeum Okręgowym im. L. Wyczółkowskiego w Bydgoszczy (2018), w International Electrografic Art Exhibitions of Small Forms w B32 Gallery w Budapeszcie (2017), Mind mapping w Domu Norymberskim w Krakowie (2018), Grand Prix Młodej Grafiki Polskiej w Akademii Sztuk Pięknych w Krakowie (2015), Selfmade City w Międzynarodowym Centrum Kultury w Krakowie (2015), Międzynarodowym Triennale Grafiki w Mimar Sinan University w Istambule w Turcji (2013), 8. Triennale Grafiki Polskiej w BWA w Katowicach (2012), Grand Prix Młodej Grafiki Polskiej na Placu Szczepańskim w Krakowie (2012), Printmaking from Krakow w Kiehle Art Gallery w Minnesocie w USA (2010), Grand Prix Młodej Grafiki Polskiej w Bunkrze Sztuki w Krakowie (2009), Biennale Sztuki Młodych “Rybie Oko 5”w Bałtyckiej Galerii Sztuki Współczesnej w Słupsku (2008), Międzynarodowym Triennale Grafiki Kraków-Oldenburg Wiedeń (2007).
Jej prace znajdują się w kolekcjach: China Printmaking Museum, Reykjanes Art Museum, National Taiwan Museum of Fine Arts, Muzeum Narodowym w Warszawie, Magyar Elektrográfiai Társaság MET, Miejskiej Galerii Sztuki w Łodzi, Bibliotece Jagiellońskiej, Związku Polskich Artystów w Krakowie, Stowarzyszeniu Międzynarodowego Triennale Grafiki w Krakowie, Bibliotece Sztuki Uniwersytetu Zielonogórskiego, a także w kolekcjach prywatnych w Polsce i za granicą.   

## Nagrody i wyróżnienia
- 2021 – Stypendium Ministra Kultury i Dziedzictwa Narodowego
- 2008, 2013, 2016[26] – Grand Prix Najlepszej Grafiki Miesiąca, ZPAP Kraków
- 2013 – Nagroda w kategorii Hommage a Nicolas Schőffer, 6. Matrices 2012 International Exhibition of Small Form Electrographic Art Budapeszt[27]
- 2005-2006 – Stypendium Ministra Kultury i Dziedzictwa Narodowego[28].